# Michael Foot

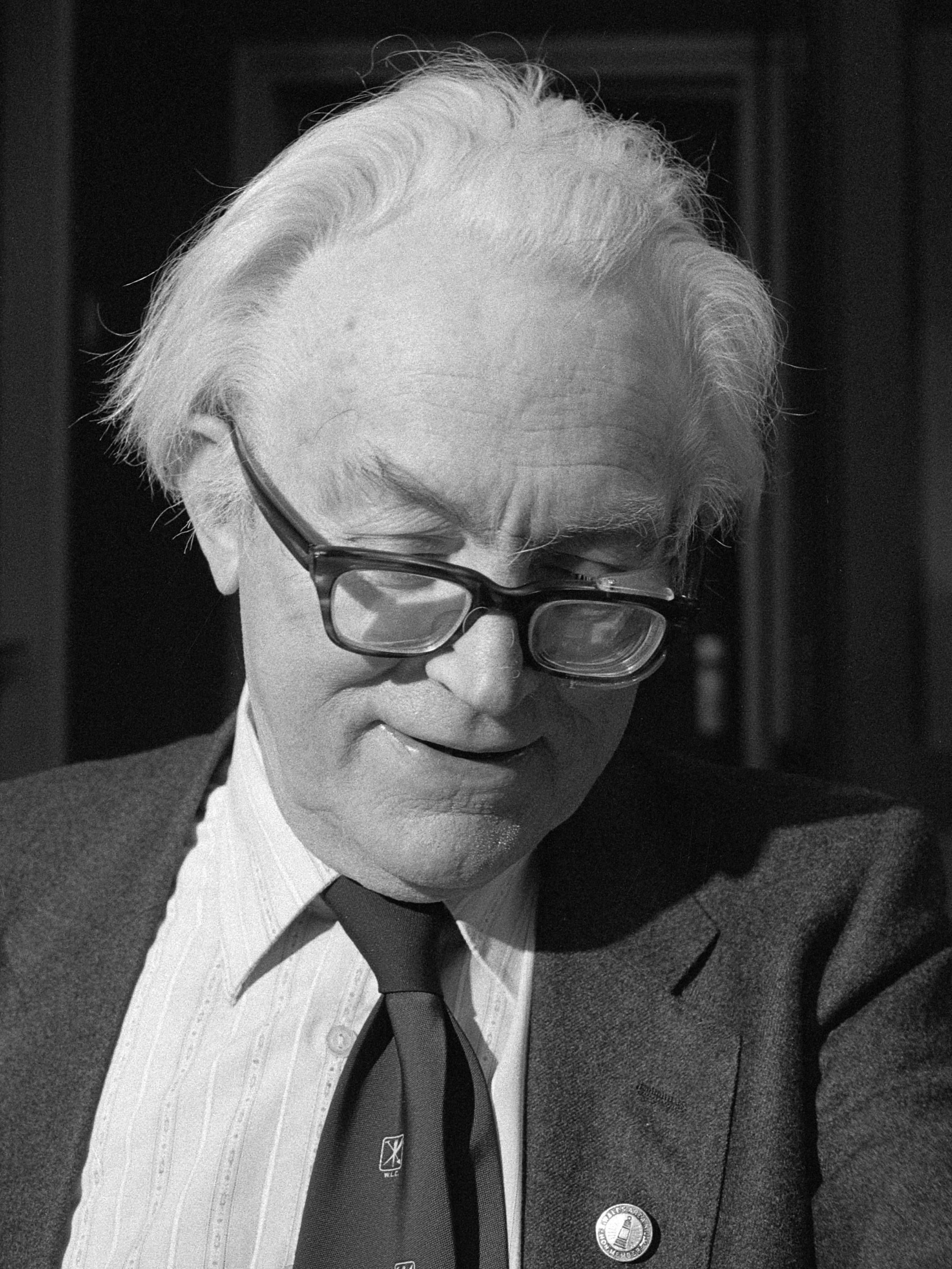
Michael Foot (1981)

Michael Mackintosh Foot (Pseudonym Cato; * 23. Juli 1913 in Plymouth, Devon; † 3. März 2010 in London) war ein britischer Politiker. Er war von 1980 bis 1983 Vorsitzender der Labour Party. Foot zählte neben Harold Wilson, James Callaghan und Tony Benn zum politischen „Urgestein“ von „Old Labour“.

## Jugend
Foot war der vierte Sohn von Eva (geb. Mackintosh, starb 1946) und Isaac Foot (1880–1960). Er ist der jüngere Bruder des Rechtsanwalts Sir Dingle Foot, des liberalen Politikers John Foot, Lord Foot und des ehemaligen Gouverneurs von Zypern Hugh Foot, des späteren Lord Caradon, dessen späterer Sohn der Journalist Paul Foot war. 
Er besuchte eine Internatsschule der Quäker, später das Wadham College in Oxford, wo er Philosophie und politische Wissenschaften studierte. 1933 wurde er Präsident des studentischen Clubs Debattier-Union. Isaac war ein Jurist und Gründer der Anwaltskanzlei Foot und Bowden in Plymouth. Isaac Foot war ein aktives Mitglied der Liberal Party und Abgeordneter des Unterhauses für den Wahlkreis Bodmin in Cornwall von 1922 bis 1924 und von 1929 bis 1935 und Oberbürgermeister von Plymouth.
An der Universität noch Liberaler, trat Michael Foot kurz nach seinem Examen 1934 der Labour Party bei. Im Alter von 22 Jahren stellte er sich 1935 bereits den Parlamentswahlen in Monmouth in Wales. Er wurde Journalist, arbeitete kurz für den New Statesman, bevor er zur linkssozialistischen Wochenzeitung Tribune wechselte, die Anfang 1937 zur Unterstützung der Einheitskampagne aufgebaut wurde – ein Versuch, eine antifaschistische Einheitsfront zwischen Labour und den Parteien links von ihr zu sichern. Mitglieder der Kampagne waren Sir Stafford Cripps Labour-verbündete Socialist League, die Independent Labour Party und die Communist Party of Great Britain. Foot trat 1938 zurück, als der erste Herausgeber der Zeitschrift, William Mellor, gefeuert wurde, weil er sich weigerte, die neue Politik der Kommunistischen Partei der Unterstützung einer Volksfront mit nichtsozialistischen Parteien gegen Faschismus und Appeasement zu unterstützen.

## Starpolemiker
Durch die Empfehlung von Aneurin Bevan wurde Foot vom rechtsnationalen Zeitungszar Lord Beaverbrook als Journalist bei dessen Evening Standard angestellt. Es wird behauptet, Bevan hätte Beaverbrook am Telefon gesagt: „Ich habe hier einen blutjungen fahrenden Ritter. Sie warfen seinen Boss ’raus, woraufhin er zurücktrat. Schau’ ihn Dir an.“ 1940 gaben Foot unter seinem Pseudonym „Cato“ und zwei andere Beaverbrook-Journalisten – Frank Owen, Herausgeber des Standard und Peter Howard vom Daily Express – das Buch Guilty Men („Schuldige Männer“) in Victor Gollancz' Left Book Club heraus, in dem die Appeasementpolitik von Neville Chamberlain und anderer Politiker angegriffen wurde und das ein Bestseller wurde.
Beaverbrook machte Foot dann 1942 im Alter von 28 Jahren zum Herausgeber des Evening Standard. Foot verließ bereits 1945 den Evening Standard, um als Kolumnist zum Daily Herald zu wechseln, der damals gemeinsam vom Trades Union Congress und Odhams Press betrieben wurde und eigentlich die offizielle Zeitung der Labour Party war.
Bei den Parlamentswahlen 1945 trat er im Wahlkreis Plymouth Devonport an. Erstmals gewann er in diesem Wahlkreis für Labour einen Sitz im britischen Unterhaus, den er bis zu seiner überraschenden Niederlage 1955 gegen Joan Vickers behielt. Von 1948 bis 1952 kehrte er als Herausgeber der Tribune zurück – eine Funktion, die er noch einmal von 1955 bis 1960 übernahm. Bis 1957 war er der prominenteste Verbündete von Aneurin Bevan, der Cripps Platz als Chef der Linken bei Labour eingenommen hatte, obwohl Foot und Bevan durchfielen, als Bevan einseitige atomare Abrüstung beim Parteitag der Labour Party 1957 forderte.
Vor dem Beginn des Kalten Krieges in den 1940er Jahren war Foot von einem Dritten Weg in der Außenpolitik für Europa überzeugt; er war 1947 zusammen mit Richard Crossman und Ian Mikardo Autor des Pamphlets Keep Left („Bleib links“). Angesichts der kommunistischen Machtübernahme in Ungarn und der Tschechoslowakei nahmen Foot und die Tribune eine streng antikommunistische Position ein, gelegentlich die NATO einschließend.
Dennoch stand er dem westlichen Umgang mit dem Koreakrieg ablehnend gegenüber, war ein Gegner der westdeutschen Wiederbewaffnung Anfang der 1950er Jahre und war ein Gründungsmitglied der Kampagne für atomare Abrüstung. Während seiner Herausgeberschaft war die Tribune eine Gegnerin des Suezabenteuers der britischen Regierung und der sowjetischen Intervention in Ungarn 1956. Seine scharfen Angriffe auf Charles de Gaulle in seinen Essays brachten ihm ein dreijähriges Einreiseverbot nach Frankreich ein. 1960 kehrte Foot bei der Nachwahl für Ebbw Vale in Monmouthshire in das Unterhaus zurück, dessen Sitz nach Bevans Tod vakant blieb.

## Linker Populist
Harold Wilson – über ihn hatte Foot eine Biographie geschrieben, die 1964 bei Robert Maxwells „Pergamon Press“ veröffentlicht wurde – bot Foot einen Platz in seinem ersten Kabinett an, doch Foot lehnte ab. Stattdessen wurde er Kopf des linken Flügels von Labours Hinterbänklern, das Unterhaus mit seiner Rhetorik aufwühlend. Er trat gegen das Vorhaben der Regierung ein, die Immigration nach Großbritannien zu erschweren, der EWG beizutreten, die Gewerkschaften zu reformieren, gegen den Vietnamkrieg und die einseitige Unabhängigkeitserklärung Rhodesiens, verurteilte die sowjetische Unterdrückung eines „Sozialismus mit menschlichem Antlitz“ in der Tschechoslowakei 1968. Er verbündete sich mit dem Tory-Rechtsaußen Enoch Powell bei dem Versuch, den Regierungsplan zur Abschaffung des Wahlrechts des Erbadels im Oberhaus und zur Einführung eines Oberhauses ausschließlich bestehend aus zu lebenslangen Peers erhobenen zu torpedieren – „einem Serail von Eunuchen“, wie Foot es nannte.

## Regierungsämter
1970 wendete sich Labour stärker nach links und Wilson arrangierte sich mit Foot. Als Labour 1974 erneut an die Regierung kam, wurde er Arbeitsminister im Kabinett Wilson, hob die gewerkschaftsfeindlichen Gesetze der Regierung Edward Heath wieder auf und spielte die Hauptrolle bei den Bemühungen der Regierung, die Gewerkschaften an ihrer Seite zu behalten. Foot war einer der wortgewaltigsten Gegner des britischen EWG-Beitritts beim Referendum 1975. Als Wilson 1976 zurücktrat, beanspruchte Foot den Parteivorsitz, unterlag dabei jedoch James Callaghan. Er gehörte bis 1978 weiterhin dem Kabinett als Minister für parlamentarische Angelegenheiten an. Kurz nach seiner Niederlage gegen Callaghan wurde er zum stellvertretenden Parteivorsitzenden gewählt, übernahm die Rolle des Fraktionsvorsitzenden und Sprechers des Unterhauses, was ihm die unvermeidbare Aufgabe zuwies, das politische Überleben der Callaghan Regierung zu sichern, als deren Mehrheit sich auflöste. Von 1976 bis 1979 fungierte er außerdem als Lordpräsident des Geheimen Staatsrats.

## Foot als Vorsitzender der Labour Party
Nach der Wahlniederlage Labours gegen Margaret Thatcher 1979 wurde Foot 1980 zum Parteivorsitzenden gewählt, wobei er Denis Healey im zweiten Wahlgang schlug (die letzte Wahl, bei der nur Labour-Fraktionsmitglieder abstimmten). Foot präsentierte sich als Kompromisskandidat, fähig, die Partei – anders als Healey – zu einen, die zwischen den Basis-Linken um Tony Benn und den Parteirechten um Callaghan zerrissen war. Die Anhänger Benns verlangten nach Rache für den Betrug, den sie der Callaghan-Regierung vorwarfen und forderten die Ablösung der Labour-Abgeordneten, die Callaghan unterstützt hatten durch Angehörige der Parteilinken, die einseitige atomare Abrüstungsschritte, Rückzug aus der EWG und weitgehende Verstaatlichungen befürworteten. Benn kandidierte nicht für den Parteivorsitz, während die beiden anderen Kandidaten – John Silkin, wie Foot ein „Tribune“-Mitarbeiter und Peter Shore, ein Vertreter des gemäßigten Flügels und erklärte Kritiker des EWG-Beitritts – bereits im ersten Wahlgang ausschieden.
Als Foot Parteivorsitzender wurde, war er bereits 66 Jahre alt und von angegriffener Gesundheit. Als entschlossener Atomwaffengegner trat er für Abrüstung ein, für die Neuverhandlung der EG-Verträge und im Gegensatz zur Thatcher, die durch ihre Privatisierungspolitik die Zahl der Arbeitslosen binnen kurzem verdoppelte, zur Bekämpfung der Arbeitslosigkeit durch weitere Verstaatlichungen. Unmittelbar nach seiner Wahl sah er sich einer massiven Krise gegenüber, der Gründung der Social Democratic Party durch vier prominente Parteirechte (der sogenannten „Viererbande“): Roy Jenkins, Shirley Williams, David Owen und William Rodgers. Die SDP gewann die Unterstützung großer Teile der Medien und mehr als ein Jahr erweckten die Umfragewerte den Eindruck, dass die SDP die einstige Rolle von Labour übernehmen und die Unterhauswahlen gewinnen könnte.
1981 entschied sich Benn, Healey als stellvertretenden Parteivorsitzenden herauszufordern – eine Abstimmung, die Healey mit denkbar knappster Mehrheit gewann – Foot kämpfte auf dem Sonderparteitag in Wembley gegen die neuen Regularien zur Wahl und Abwahl des Parteivorsitzenden um seinen Einfluss und wurde dafür von allen Seiten kritisiert. Sein Auftritt im Unterhaus während der Falklandkrise 1982 brachte ihm den Respekt von Abgeordneten aller Seiten ein. (Er wurde dennoch von einigen Linken kritisiert, weil er zu schnell Thatchers sofortige militärische Reaktion zur Entsendung der Flotte und zur Verteidigung der 2.000 Falkländer, die britische Staatsbürger bleiben wollten, unterstützte.) Beim ordentlichen Parteitag im September 1982 setzte sich Foot gegen die extreme Linke seiner Partei durch. Die rechten Zeitungen setzten ihn regelmäßig wegen seinem unkonventionellen Auftreten herab, griffen ihn wegen einer Jacke bei der Kranzniederlegung am Ehrenmal zum Heldengedenktag an, die sie als „Eselsjacke“ bezeichneten. Der Labour-Abgeordnete Walter Johnson erklärte, sein Parteivorsitzender habe bei diesem hochoffiziellen Anlass ausgesehen wie ein „arbeitsloser irischer Hafenarbeiter“. Foots betont nachlässiges Auftreten beschädigte sein Image in der Öffentlichkeit und ließ ihn wenig staatsmännisch erscheinen. Dieser Faktor trug wesentlich zur Wahlniederlage im Jahr 1983 bei.
Foot erklärte später, dass es eine gut sitzende Jacke, ein dunkelgrüner Mantel gewesen sei, den er über einem schwarzen Anzug (bei Herbie Frogg in der Jeremyn Street gekauft) trug, um nicht an einem kalten Novembertag zu frieren und dass Queen Mom ihn wegen seiner Wahl der Kleidung gelobt hätte.
Von Ende 1982 bis Anfang 1983 gab es ständig Spekulationen darüber, dass Healey Foot als Parteivorsitzenden ablösen würde – Spekulationen, die nach der verlorenen Bermondsey-Nachwahl 1983 wuchsen, bei der der Schwulenaktivist Peter Tatchell kandidierte, aber Labour gewann die Nachwahlen in Darlington und so blieb Foot bis zu den Unterhauswahlen 1983 Parteivorsitzender.
Das sozialistische Wahlprogramm von Labour 1983 forderte einseitige atomare Abrüstung, höhere Spitzensteuersätze und die Rückkehr zu einer interventionistischen Industriepolitik. Das Wahlmanifest plädierte außerdem für die Abschaffung des Oberhauses und den Austritt aus der EWG durch eine Labourregierung. Gerald Kaufman, einst Wilsons Pressesprecher und während der 1980er Jahre ein Wortführer der Parteirechten, bezeichnete das 1983er Wahlprogramm als den „längsten Selbstmordabschiedsbrief in der Geschichte“. Unter den 1983 gewählten neuen Unterhausabgeordneten, die dieses Wahlprogramm unterstützten, befanden sich auch Tony Blair und Gordon Brown.
Der Wahlkampf für die Unterhauswahl 1983 verlief chaotisch: Foot und sein Stellvertreter Healey waren über zentrale Fragen der Verteidigungspolitik uneinig und beide früheren Labour-Premierminister Wilson und Callaghan kritisierten Foots Abrüstungspolitik öffentlich. Hinzu kam, dass Foot bei Parteikundgebungen lange Reden „im Stil eines Radikalen des 19. Jahrhunderts“ hielt und die modernen Medien Radio und Fernsehen im Wahlkampf praktisch ignorierte. Die Labour Party verlor die Wahlen vom 9. Juni 1983 im Gefolge des gewonnenen Falklandkrieges erdrutschartig. Foot trat zurück und Neil Kinnock wurde sein Nachfolger.

## Nach 1983
Foot nahm nach 1983 einen Sitz auf den Hinterbänken der Labour Party und trat 1992 aus dem Unterhaus zurück, blieb jedoch politisch aktiv. Er verteidigte Salman Rushdie, den Schriftsteller, der Ziel von Ayatollah Chomeinis Fatwa war und übernahm eine prointerventionistische Position in Kroatien und Bosnien gegen Slobodan Milošević.
1995 erschien in der Sunday Times ein Artikel unter der Überschrift „KGB: Michael Foot war unser Agent“, in dem Foot beschuldigt wurde, für den sowjetischen Geheimdienst als Einflussagent fungiert zu haben. Foot bestritt die gegen ihn erhobenen Beschuldigungen nachdrücklich, verklagte erfolgreich die Sunday Times und überwies den größten Teil des Schmerzensgeldes an die Tribune.
Foot blieb bis zu seinem Tod ein profiliertes Mitglied der Kampagne für atomare Abrüstung. Er ist Autor verschiedener Bücher inklusiver hoch beachteter Biografien von Aneurin Bevan und H. G. Wells. Viele seiner Freunde bedauerten, dass er die Literatur zugunsten der Politik aufgegeben habe. Obwohl nicht Wenige Foot als Fehlbesetzung als Vorsitzenden von Labour ansahen, hielt sein Biograf Mervyn Jones dem entgegen, dass niemand anderes Labour in jener Zeit hätte zusammenhalten können. In Westminster erinnert man sich Foots mit Bewunderung für den weitaus besten Debattenredner und großen Abgeordneten, bereit zu echten Kompromissen.
Foot feierte 2003 seinen 90. Geburtstag. Er bleibt Vorsitzender des Plymouth Argyle F.C., des Fußballvereins, den er bereits seit seiner Kindheit unterstützt hatte. Zu seinem 90. Geburtstag schenkte ihm sein Klub ein Trikot mit der Spielernummer 90.
Foot hatte keine Kinder. Er heiratete 1949 die Filmemacherin, Autorin und feministische Historikerin Jill Craigie († 1999).

## Schriften
- Guilty Men, Left Book Club, 1940 (unter dem Pseudonym Cato)
- The Pen and the Sword, MacGibbon and Kee, 1957, ISBN 0-261-61989-6
- Aneurin Bevan, MacGibbon and Kee, 1962 (Band 1); 1973 (Band 2), ISBN 0-261-61508-4
- Introduction in Jonathan Swift’s „Gulliver’s Travels“, Penguin (Penguin Classics), 1967
- Debts of Honour, Harper and Row, 1981, ISBN 0-06-039001-8
- Another Heart and Other Pulses, Collins, 1984
- Loyalists and Loners, Collins, 1986
- Politics of Paradise, HarperCollins, 1989, ISBN 0-06-039091-3